# Jaime de Portugal

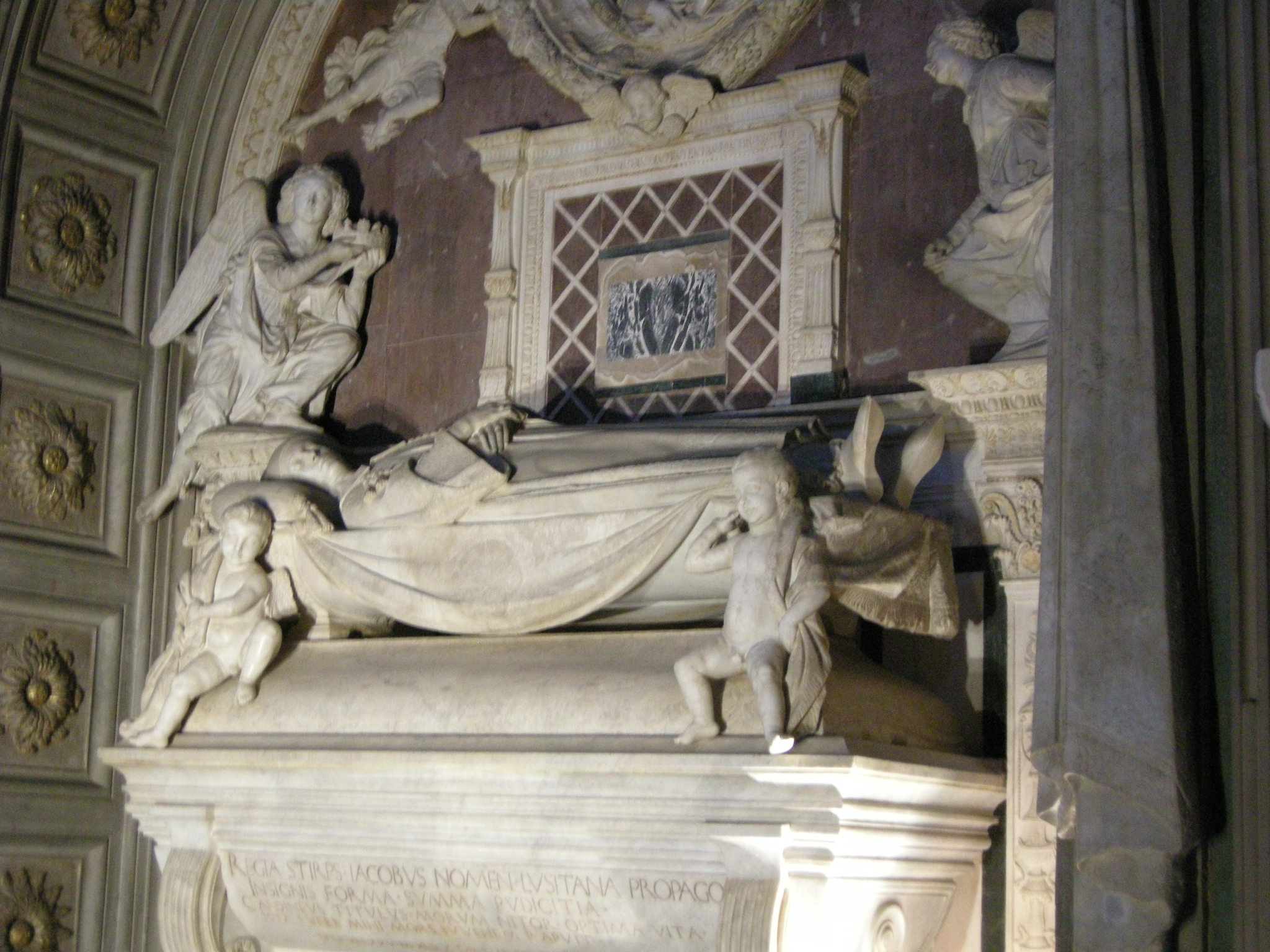
Grabmal des Kardinals von Antonio del Rossellino in San Miniato/Florenz

Jaime de Portugal (* 17. September 1433 in Lissabon, Portugal; † 27. August 1459 in Florenz, Italien) war Kardinal und Erzbischof von Lissabon.

## Leben

Kardinalswappen (moderne Nachzeichnung)

Der Neffe von König Alfons V. von Portugal wurde am Hof des Fürsten von Bourgogne erzogen und bereits in jungen Jahren zum Apostolischen Protonotar erhoben. Seit dem 23. März 1453 Apostolischer Administrator des Bistums Arras, wurde er am 30. April 1453 auch Apostolischer Administrator für das Erzbistum Lissabon. Mit dem Erreichen des kanonischen Alters wurde er dann zum Erzbischof von Lissabon ernannt.
Papst Calixt III. kreierte ihn am 17. September 1456 zum Kardinaldiakon der Titelkirche Sant’Eustachio. Nun in Rom lebend, erhob ihn der Papst am 18. Juni 1457 zum Apostolischen Administrator des Bistums Paphos. Papst Pius II. ernannte ihn zu seinem Legaten bei Kaiser Friedrich III. und sandte ihn zum Kaiser. Auf dem Wege, in Florenz, starb er nach kurzer Krankheit und wurde in der Kirche San Miniato al Monte begraben.